# Viareggio (M 5559)
Il Viareggio è un cacciamine della Marina Militare italiana, sesta unità della classe Gaeta. 
Il suo abituale porto di assegnazione è La Spezia. L'imbarcazione è appositamente progettata per la localizzazione e la distruzione di mine. Per lo svolgimento di tale compito la nave è dotata di un sonar e due veicoli filoguidati ROV. Le altre missioni che questa unità può svolgere sono: localizzazione relitti sui fondali marini, pattugliamento dei confini nazionali ed operazioni di soccorso (anche subacqueo).